# Llista d'espècies de licòsids (P)
Llista de les espècies de licòsids per ordre alfabètic, que comencen per la lletra P, descrites fins al 21 de desembre de 2006.
- Per a les llistes d'espècies amb les altres lletres de l'alfabet, aneu a l'article principal, Llista d'espècies de licòsids.
- Per a la llista completa de tots els gèneres vegeu l'article Llista de gèneres de licòsids.

## Gèneres i espècies

### Paratrochosina
Paratrochosina Roewer, 1960
- Paratrochosina amica (Mello-Leitão, 1941) (Argentina)
- Paratrochosina insolita (L. Koch, 1879) (Canadà, Alaska, Rússia)
- Paratrochosina murina (Mello-Leitão, 1941) (Argentina)
- Paratrochosina sagittigera (Roewer, 1951) (Rússia)

### Pardosa
Pardosa C. L. Koch, 1847
- Pardosa abagensis Ovtsharenko, 1979 (Rússia)
- Pardosa aciculifera Chen, Song & Li, 2001 (Xina)
- Pardosa acorensis Simon, 1883 (Açores)
- Pardosa adustella (Roewer, 1951) (Rússia, Mongòlia, Xina)
- Pardosa aenigmatica Tongiorgi, 1966 (Itàlia, Azerbaijan)
- Pardosa afflicta (Holmberg, 1876) (Argentina)
- Pardosa agrestis (Oestring, 1861) (Paleàrtic)
  - Pardosa agrestis purbeckensis F. O. P.-Cambridge, 1895 (Oestern, Europa central)
- Pardosa agricola (Thorell, 1856) (Europa fins a Kazakhstan)
  - Pardosa agricola borussica (Dahl, 1908) (Lithuania)
  - Pardosa agricola fucicola (Dahl, 1908) (Finlàndia, Alemanya)
- Pardosa alacris (C. L. Koch, 1833) (Europa, Rússia)
- Pardosa alasaniensis Mcheidze, 1997 (Geòrgia)
- Pardosa albatula (Roewer, 1951) (Europa)
- Pardosa alboannulata Yin i cols., 1997 (Xina)
- Pardosa albomaculata Emerton, 1885 (EUA, Canadà, Alaska, Groenlàndia)
- Pardosa algens (Kulczyn'ski, 1908) (Canadà, Alaska, Rússia)
- Pardosa algina (Chamberlin, 1916) (Perú)
- Pardosa algoides Schenkel, 1963 (Índia, Bangladesh, Xina)
- Pardosa alii Tikader, 1977 (Índia)
- Pardosa altamontis Chamberlin & Ivie, 1946 (EUA, Canadà)
- Pardosa alticola Alderweireldt & Jocqu?, 1992 (Etiòpia, Congo, Ruanda)
- Pardosa altitudis Tikader & Malhotra, 1980 (Índia, Xina)
- Pardosa amacuzacensis Jim?nez, 1983 (Mèxic)
- Pardosa amamiensis (Nakatsudi, 1943) (Illes Ryukyu)
- Pardosa amazonia (Thorell, 1895) (Myanmar)
- Pardosa amentata (Clerck, 1757) (Europa, Rússia)
- Pardosa amkhasensis Tikader & Malhotra, 1976 (Índia)
- Pardosa anchoroides Yu & Song, 1988 (Xina)
- Pardosa ancorifera Schenkel, 1936 (Xina)
- Pardosa anfibia Zapfe-Mann, 1979 (Xile)
- Pardosa angusta Denis, 1956 (Marroc)
- Pardosa angustifrons Caporiacco, 1941 (Etiòpia)
- Pardosa anomala Gertsch, 1933 (EUA, Canadà)
- Pardosa apostoli Barrion & Litsinger, 1995 (Filipines)
- Pardosa aquatilis Schmidt & Krause, 1995 (Illes Cap Verd)
- Pardosa aquila Buchar & Thaler, 1998 (Rússia, Geòrgia)
- Pardosa arctica (Kulczyn'ski, 1916) (Rússia)
- Pardosa astrigera L. Koch, 1878 (Rússia, Xina, Corea, Taiwan, Japó)
- Pardosa atlantica Emerton, 1913 (EUA)
- Pardosa atomaria (C. L. Koch, 1847) (Balcans, Xipre, Rodes, Aegean)
- Pardosa atrata (Thorell, 1873) (Paleàrtic)
- Pardosa atronigra Song, 1995 (Xina)
- Pardosa atropalpis Gravely, 1924 (Índia)
- Pardosa atropos (L. Koch, 1878) (Xina, Corea, Japó)
- Pardosa aurantipes (Strand, 1906) (Etiòpia)
- Pardosa azerifalcata Marusik, Guseinov & Koponen, 2003 (Azerbaijan)
- Pardosa baehrorum Kronestedt, 1999 (Alemanya, Suïssa, Àustria)
- Pardosa balaghatensis Gajbe, 2004 (Índia)
- Pardosa baoshanensis Wang & Qiu, 1991 (Xina)
- Pardosa baraan Logunov & Marusik, 1995 (Rússia, Mongòlia)
- Pardosa bargaonensis Gajbe, 2004 (Índia)
- Pardosa basiri (Dyal, 1935) (Pakistan)
- Pardosa bastarensis Gajbe, 2004 (Índia)
- Pardosa baxianensis Wang & Song, 1993 (Xina)
- Pardosa beijiangensis Hu & Wu, 1989 (Xina)
- Pardosa bellona Banks, 1898 (EUA, Mèxic)
- Pardosa benadira Caporiacco, 1940 (Etiòpia)
- Pardosa bendamira Roewer, 1960 (Afganistan)
- Pardosa beringiana Dondale & Redner, 1987 (Canadà, Alaska)
- Pardosa bernensis (Lebert, 1877) (Suïssa)
- Pardosa bidentata Franganillo, 1936 (Cuba)
- Pardosa bifasciata (C. L. Koch, 1834) (Paleàrtic)
- Pardosa birabeni Mello-Leitão, 1938 (Argentina)
- Pardosa birmanica Simon, 1884 (Pakistan fins a la Xina, Filipines, Sumatra)
- Pardosa blanda (C. L. Koch, 1833) (Paleàrtic)
- Pardosa bleyi (Dahl, 1908) (Illes Bismarck)
- Pardosa brevimetatarsis (Strand, 1907) (Java)
- Pardosa brevivulva Tanaka, 1975 (Xina, Corea, Japó)
- Pardosa brunellii Caporiacco, 1940 (Etiòpia)
- Pardosa buchari Ovtsharenko, 1979 (Rússia, Geòrgia)
- Pardosa bucklei Kronestedt, 1975 (EUA, Canadà)
- Pardosa bukukun Logunov & Marusik, 1995 (Rússia, Mongòlia)
- Pardosa burasantiensis Tikader & Malhotra, 1976 (Índia, Xina)
- Pardosa buriatica Sternbergs, 1979 (Rússia)
- Pardosa californica Keyserling, 1887 (EUA, Mèxic)
- Pardosa caliraya Barrion & Litsinger, 1995 (Filipines)
- Pardosa canalis F. O. P.-Cambridge, 1902 (Mèxic)
- Pardosa caucasica Ovtsharenko, 1979 (Rússia, Azerbaijan)
- Pardosa cavannae Simon, 1881 (Itàlia)
- Pardosa cayennensis (Taczanowski, 1874) (Guaiana Francesa)
- Pardosa cervina Schenkel, 1936 (Xina)
- Pardosa cervinopilosa Schenkel, 1936 (Xina)
- Pardosa chahraka Roewer, 1960 (Afganistan)
- Pardosa chambaensis Tikader & Malhotra, 1976 (Índia)
- Pardosa chapini (Fox, 1935) (Xina)
- Pardosa chenbuensis Yin i cols., 1997 (Xina)
- Pardosa chiapÀsiana Gertsch & Wallace, 1937 (Mèxic)
- Pardosa chindanda Roewer, 1960 (Afganistan)
- Pardosa chionophila L. Koch, 1879 (Rússia, Mongòlia)
- Pardosa cincta (Kulczyn'ski, 1887) (Central, Europa Oriental)
- Pardosa cinerascens (Roewer, 1951) (Madagascar)
- Pardosa clavipalpis Purcell, 1903 (Est, Sud-àfrica)
- Pardosa cluens Roewer, 1959 (Camerun)
- Pardosa colchica Mcheidze, 1946 (Geòrgia, Armènia, Azerbaijan)
- Pardosa coloradensis Banks, 1894 (EUA, Canadà, Alaska)
- Pardosa concinna (Thorell, 1877) (EUA, Canadà)
- Pardosa concolorata (Roewer, 1951) (Mèxic)
- Pardosa condolens (O. P.-Cambridge, 1885) (Àsia central)
- Pardosa confalonierii Caporiacco, 1928 (Àfrica del Nord)
- Pardosa confEUA Kronestedt, 1988 (EUA)
- Pardosa consimilis Nosek, 1905 (Turquia)
- Pardosa costrica Chamberlin & Ivie, 1942 (Costa Rica)
- Pardosa crassipalpis Purcell, 1903 (Sud-àfrica)
- Pardosa crassistyla Kronestedt, 1988 (EUA)
- Pardosa credula (O. P.-Cambridge, 1885) (Tajikistan)
- Pardosa cribrata Simon, 1876 (Europa Meridional, Algèria)
  - Pardosa cribrata catalonica Simon, 1937 (Espanya)
  - Pardosa cribrata roscai (Roewer, 1951) (Bulgària, Romania)
- Pardosa cubana Bryant, 1940 (Cuba, Jamaica, Illes Grand Cayman)
- Pardosa dabiensis Chai & Yang, 1998 (Xina)
- Pardosa dagestana Buchar & Thaler, 1998 (Rússia)
- Pardosa diasetsuensis Tanaka, 2005 (Japó)
- Pardosa dalkhaba Roewer, 1960 (Afganistan)
- Pardosa danica (Sørensen, 1904) (Denmark)
- Pardosa daqingshanica Tang, Urita & Song, 1994 (Xina)
- Pardosa darolii (Strand, 1906) (Etiòpia)
- Pardosa datongensis Yin, Peng & Kim, 1997 (Xina)
- Pardosa debolinae Majumder, 2004 (Índia)
- Pardosa delicatula Gertsch & Wallace, 1935 (EUA, Mèxic)
- Pardosa dentitegulum Yin i cols., 1997 (Xina)
- Pardosa desolatula Gertsch & Davis, 1940 (Mèxic)
- Pardosa dilecta Banks, 1898 (Mèxic)
- Pardosa distincta (Blackwall, 1846) (EUA, Canadà)
- Pardosa diuturna Fox, 1937 (Canadà, Alaska)
- Pardosa donabila Roewer, 1955 (Iran)
- Pardosa dondalei Jim?nez, 1986 (Mèxic)
- Pardosa dorsalis Banks, 1894 (EUA, Canadà)
- Pardosa dorsuncata Lowrie & Dondale, 1981 (EUA, Canadà, Alaska)
- Pardosa dranensis Hogg, 1922 (Vietnam)
- Pardosa drenskii Buchar, 1968 (Bulgària)
- Pardosa dromaea (Thorell, 1878) (EUA, Canadà)
- Pardosa duplicata Saha, Biswas & Raychaudhuri, 1994 (Índia)
- Pardosa dzheminey Marusik, 1995 (Kazakhstan)
- Pardosa ecatli Jim?nez, 1985 (Mèxic)
- Pardosa eiseni (Thorell, 1875) (Paleàrtic)
- Pardosa ejusmodi (O. P.-Cambridge, 1872) (Síria)
- Pardosa elegans (Thorell, 1875) (Rússia)
- Pardosa elegantula (Roewer, 1959) (Congo)
- Pardosa enucleata Roewer, 1959 (Sud-àfrica)
- Pardosa erupticia (Strand, 1913) (Ruanda)
- Pardosa evelinae Wunderlich, 1984 (Europa Oriental)
- Pardosa falcata Schenkel, 1963 (Mongòlia, Xina)
- Pardosa falcifera F. O. P.-Cambridge, 1902 (EUA fins a Costa Rica)
- Pardosa falcula F. O. P.-Cambridge, 1902 (Guatemala)
- Pardosa fallax Barnes, 1959 (Mèxic)
- Pardosa fastosa (Keyserling, 1877) (Costa Rica fins a Ecuador)
  - Pardosa fastosa viota (Strand, 1914) (Colòmbia)
- Pardosa femoralis Simon, 1876 (França, Espanya, Rússia)
- Pardosa ferruginea (L. Koch, 1870) (Paleàrtic)
- Pardosa flammula Mello-Leitão, 1945 (Argentina)
- Pardosa flavida (O. P.-Cambridge, 1885) (Yarkand, Turkmenistan, Xina)
- Pardosa flavipalpis F. O. P.-Cambridge, 1902 (Mèxic)
- Pardosa flavipes Hu, 2001 (Xina)
- Pardosa flavisterna Caporiacco, 1935 (Karakorum)
- Pardosa fletcheri (Gravely, 1924) (Índia, Nepal, Pakistan)
- Pardosa floridana (Banks, 1896) (EUA, Cuba)
- Pardosa fortunata (O. P.-Cambridge, 1885) (Àsia central)
- Pardosa foveolata Purcell, 1903 (Central, Sud-àfrica)
- Pardosa fulvipes (Collett, 1876) (Paleàrtic)
- Pardosa furcifera (Thorell, 1875) (Canadà, Alaska, Groenlàndia, Iceland)
- Pardosa fuscosoma Wunderlich, 1992 (Illes Canàries)
- Pardosa fuscula (Thorell, 1875) (EUA, Canadà, Alaska)
- Pardosa gastropicta Roewer, 1959 (Kenya)
- Pardosa gefsana Roewer, 1959 (Espanya, Sicília, Sardenya, Àfrica del Nord)
- Pardosa gerhardti (Strand, 1922) (Sumatra)
- Pardosa ghigii Caporiacco, 1932 (Marroc)
- Pardosa ghourbanda Roewer, 1960 (Afganistan)
- Pardosa giebeli (Pavesi, 1873) (Europa)
- Pardosa glabra Mello-Leitão, 1938 (Argentina)
- Pardosa glacialis (Thorell, 1872) (Holàrtic)
- Pardosa golbagha Roewer, 1960 (Afganistan)
- Pardosa gopalai Patel & Reddy, 1993 (Índia)
- Pardosa gothicana Lowrie & Dondale, 1981 (EUA)
- Pardosa gracilenta (Lucas, 1846) (Algèria)
- Pardosa graminea Tanaka, 1985 (Japó)
- Pardosa groenlandica (Thorell, 1872) (EUA, Canadà, Alaska, Groenlàndia)
- Pardosa guadalajarana Dondale & Redner, 1984 (Mèxic fins al Salvador)
- Pardosa guerechka Roewer, 1960 (Afganistan)
- Pardosa gEUArensis Marusik, Guseinov & Koponen, 2003 (Azerbaijan)
- Pardosa haibeiensis Yin i cols., 1995 (Xina)
- Pardosa hamifera F. O. P.-Cambridge, 1902 (Mèxic, Hondures, Jamaica, Hispaniola)
- Pardosa hatanensis Urita, Tang & Song, 1993 (Xina)
- Pardosa haupti Song, 1995 (Xina)
- Pardosa hedini Schenkel, 1936 (Rússia, Xina, Corea, Japó)
- Pardosa herbosa Jo & Paik, 1984 (Rússia, Xina, Corea, Japó)
- Pardosa hetchi Chamberlin & Ivie, 1942 (EUA)
- Pardosa heterophthalma (Simon, 1898) (Índia fins a Java)
- Pardosa hohxilensis Song, 1995 (Xina)
- Pardosa hokkaido Tanaka & Suwa, 1986 (Rússia, Japó)
- Pardosa hortensis (Thorell, 1872) (Paleàrtic)
- Pardosa houssabeni Roewer, 1959 (Central Àfrica)
- Pardosa humphreysi McKay, 1985 (Oest d'Austràlia)
- Pardosa hydaspis Caporiacco, 1935 (Karakorum)
- Pardosa hyperborea (Thorell, 1872) (Holàrtic)
- Pardosa hypocrita (Simon, 1882) (Iemen)
- Pardosa ibex Buchar & Thaler, 1998 (Rússia, Geòrgia)
- Pardosa ilgunensis Nosek, 1905 (Turquia)
- Pardosa incerta Nosek, 1905 (Turquia, Rússia, Azerbaijan)
- Pardosa indecora L. Koch, 1879 (Rússia, Xina)
- Pardosa iniqua (O. P.-Cambridge, 1876) (Egipte)
- Pardosa injucunda (O. P.-Cambridge, 1876) (Àfrica)
- Pardosa inopina (O. P.-Cambridge, 1876) (Egipte fins a Àfrica Oriental)
- Pardosa inquieta (O. P.-Cambridge, 1876) (Egipte)
- Pardosa intermedia (B?senberg, 1903) (Alemanya)
- Pardosa invenusta (C. L. Koch, 1837) (Grècia)
- Pardosa irretita Simon, 1886 (Tailàndia, Malàisia, Borneo)
- Pardosa irriensis Barrion & Litsinger, 1995 (Filipines)
- Pardosa isago Tanaka, 1977 (Rússia, Xina, Corea, Japó)
- Pardosa italica Tongiorgi, 1966 (Europa Meridional fins a la Xina)
  - Pardosa italica valenta Zyuzin, 1976 (Àsia central)
- Pardosa izabella Chamberlin & Ivie, 1942 (Guatemala)
- Pardosa jabalpurensis Gajbe & Gajbe, 1999 (Índia)
- Pardosa jambaruensis Tanaka, 1990 (Xina, Taiwan, Okinawa)
- Pardosa jartica Urita, Tang & Song, 1993 (Xina)
- Pardosa jeniseica Eskov & Marusik, 1995 (Rússia, Kazakhstan)
- Pardosa jergeniensis Ponomarev, 1979 (Rússia, Kazakhstan)
- Pardosa jinpingensis Yin i cols., 1997 (Xina)
- Pardosa josemitensis (Strand, 1908) (EUA)
- Pardosa kalpiensis Gajbe, 2004 (Índia)
- Pardosa karagonis (Strand, 1913) (Àfrica Central i Oriental)
  - Pardosa karagonis nivicola Lessert, 1926 (Tanzània)
- Pardosa katangana Roewer, 1959 (Congo)
- Pardosa kavango Alderweireldt & Jocqu?, 1992 (Namíbia, Botswana)
- Pardosa kondeana Roewer, 1959 (Àfrica Oriental)
- Pardosa kratochvili (Kolosv?ry, 1934) (Hongria)
- Pardosa krausi (Roewer, 1959) (Tanzània)
- Pardosa kronestedti Song, Zhang & Zhu, 2002 (Xina)
- Pardosa kupupa (Tikader, 1970) (Índia, Xina)
- Pardosa labradorensis (Thorell, 1875) (EUA, Canadà)
- Pardosa laciniata Song & Haupt, 1995 (Xina)
- Pardosa laetabunda (Spassky, 1941) (Tajikistan)
- Pardosa laevitarsis Tanaka & Suwa, 1986 (Japó, Okinawa)
- Pardosa lahorensis Dyal, 1935 (Pakistan)
- Pardosa laidlawi Simon, 1901 (Malàisia)
- Pardosa lapidicina Emerton, 1885 (EUA, Canadà)
- Pardosa lapponica (Thorell, 1872) (Holàrtic)
- Pardosa lasciva L. Koch, 1879 (Paleàrtic)
- Pardosa laura Karsch, 1879 (Rússia, Xina, Corea, Taiwan, Japó)
- Pardosa lawrencei Roewer, 1959 (Tanzània)
- Pardosa leipoldti Purcell, 1903 (Sud-àfrica)
- Pardosa leprevosti Mello-Leitão, 1947 (Brasil)
- Pardosa leucopalpis Gravely, 1924 (Índia, Pakistan, Sri Lanka)
- Pardosa limata Roewer, 1959 (Namíbia)
- Pardosa lineata F. O. P.-Cambridge, 1902 (Mèxic)
- Pardosa linguata F. O. P.-Cambridge, 1902 (Mèxic)
- Pardosa littoralis Banks, 1896 (EUA, Canadà, Cuba)
- Pardosa lombokibia (Strand, 1915) (Lombok)
- Pardosa longionycha Yin i cols., 1995 (Xina)
- Pardosa longisepta Chen & Song, 2002 (Xina)
- Pardosa longivulva F. O. P.-Cambridge, 1902 (Mèxic, Guatemala)
- Pardosa lowriei Kronestedt, 1975 (EUA, Canadà, Alaska)
- Pardosa luctinosa Simon, 1876 (Paleàrtic)
  - Pardosa luctinosa etsinensis Schenkel, 1963 (Xina)
  - Pardosa luctinosa marina (Kolosv?ry, 1940) (Balcans)
- Pardosa ludia (Thorell, 1895) (Myanmar)
- Pardosa lugubris (Walckenaer, 1802) (Paleàrtic)
- Pardosa lurida Roewer, 1959 (Tanzània)
- Pardosa lusingana Roewer, 1959 (Congo, Namíbia)
- Pardosa lycosina Purcell, 1903 (Sud-àfrica)
- Pardosa lycosinella Lawrence, 1927 (Namíbia)
- Pardosa lyrata (Odenwall, 1901) (Rússia, Mongòlia)
- Pardosa lyrifera Schenkel, 1936 (Xina, Corea, Japó)
- Pardosa lyrivulva (B?senberg & Strand, 1906) (Japó)
- Pardosa mabinii Barrion & Litsinger, 1995 (Filipines)
- Pardosa mabweana Roewer, 1959 (Congo)
- Pardosa mackenziana (Keyserling, 1877) (EUA, Canadà, Alaska)
- Pardosa maculata Franganillo, 1931 (Cuba)
- Pardosa maculatipes (Keyserling, 1887) (Xile)
- Pardosa maimaneha Roewer, 1960 (Afganistan)
- Pardosa maisa Hippa & Mannila, 1982 (Finlàndia, Àustria, Hongria, Txèquia, Poland)
- Pardosa manicata Thorell, 1899 (Camerun)
- Pardosa manubriata Simon, 1898 (Est, Àfrica Meridional)
- Pardosa marchei Simon, 1890 (Mariana)
- Pardosa marialuisae Dondale & Redner, 1984 (Mèxic fins a Hondures)
- Pardosa martensi Buchar, 1978 (Nepal)
- Pardosa martinii (Pavesi, 1883) (Etiòpia)
- Pardosa masareyi Mello-Leitão, 1939 (Ecuador)
- Pardosa masurae Esyunin & Efimik, 1998 (Rússia)
- Pardosa mayana Dondale & Redner, 1984 (Mèxic fins a Costa Rica)
- Pardosa medialis Banks, 1898 (Mèxic)
- Pardosa mendicans (Simon, 1882) (Iemen)
- Pardosa mercurialis Montgomery, 1904 (EUA)
- Pardosa messingerae (Strand, 1916) (Oest, Àfrica Central i Oriental)
- Pardosa metlakatla Emerton, 1917 (EUA, Canadà, Alaska)
- Pardosa milvina (Hentz, 1844) (EUA, Canadà)
- Pardosa minuta Tikader & Malhotra, 1976 (Índia, Bangladesh)
- Pardosa mionebulosa Yin i cols., 1997 (Xina)
- Pardosa miquanensis Yin i cols., 1994 (Xina)
- Pardosa mira Caporiacco, 1941 (Etiòpia)
- Pardosa mixta (Kulczyn'ski, 1887) (Paleàrtic)
- Pardosa modica (Blackwall, 1846) (EUA, Canadà)
- Pardosa moesta Banks, 1892 (EUA, Canadà, Alaska)
- Pardosa mongolica Kulczyn'ski, 1901 (Rússia, Tajikistan, Nepal, Mongòlia, Xina)
- Pardosa montgomeryi Gertsch, 1934 (EUA, Mèxic)
- Pardosa monticola (Clerck, 1757) (Paleàrtic)
  - Pardosa monticola ambigua Simon, 1937 (França)
  - Pardosa monticola minima Simon, 1876 (França)
  - Pardosa monticola pseudosaltuaria Simon, 1937 (França)
- Pardosa mordagica Tang, Urita & Song, 1995 (Xina)
- Pardosa morosa (L. Koch, 1870) (Europa fins a l'Àsia central)
- Pardosa mtugensis (Strand, 1908) (Àfrica del Nord)
- Pardosa mubalea Roewer, 1959 (Congo)
- Pardosa mukundi Tikader & Malhotra, 1980 (Índia)
- Pardosa mulaiki Gertsch, 1934 (EUA, Canadà)
- Pardosa multivaga Simon, 1880 (Xina)
- Pardosa muzkolica Kononenko, 1978 (Tajikistan)
- Pardosa mysorensis (Tikader & Mukerji, 1971) (Índia)
- Pardosa naevia (L. Koch, 1875) (Egipte, Etiòpia)
- Pardosa naevioides (Strand, 1916) (Namíbia)
- Pardosa nanica Mello-Leitão, 1941 (Argentina)
- Pardosa nanyuensis Yin i cols., 1995 (Xina)
- Pardosa narymica Savelyeva, 1972 (Kazakhstan)
- Pardosa nebulosa (Thorell, 1872) (Paleàrtic)
  - Pardosa nebulosa orientalis (Kroneberg, 1875) (Rússia, Geòrgia)
- Pardosa nenilini Marusik, 1995 (Kazakhstan, Mongòlia)
- Pardosa nesiotis (Thorell, 1878) (Sumatra, Amboina)
- Pardosa nicobarica (Thorell, 1891) (Illes Nicobar)
- Pardosa nigra (C. L. Koch, 1834) (Paleàrtic)
- Pardosa nigriceps (Thorell, 1856) (Europa)
- Pardosa ninigoriensis Mcheidze, 1997 (Geòrgia)
- Pardosa nojimai Tanaka, 1998 (Japó)
- Pardosa nordicolens Chamberlin & Ivie, 1947 (Canadà, Alaska, Rússia)
- Pardosa nostrorum Alderweireldt & Jocqu?, 1992 (Mozambique, Sud-àfrica)
- Pardosa novitatis (Strand, 1906) (Etiòpia)
- Pardosa oakleyi Gravely, 1924 (Pakistan, Índia, Bangladesh)
- Pardosa obscuripes Simon, 1909 (Marroc)
- Pardosa observans (O. P.-Cambridge, 1876) (Egipte)
- Pardosa occidentalis Simon, 1881 (Portugal, França, Sardenya)
- Pardosa odenwalli Sternbergs, 1979 (Rússia)
- Pardosa oksalai Marusik, Hippa & Koponen, 1996 (Rússia)
- Pardosa oljunae Lobanova, 1978 (Rússia)
- Pardosa olympica Tongiorgi, 1966 (Grècia)
- Pardosa oncka Lawrence, 1927 (Àfrica)
- Pardosa ontariensis Gertsch, 1933 (EUA, Canadà)
- Pardosa orealis Buchar, 1984 (Nepal)
- Pardosa oreophila Simon, 1937 (Central, Europa Meridional)
- Pardosa oriens (Chamberlin, 1924) (Xina, Japó, Okinawa)
- Pardosa orophila Gertsch, 1933 (EUA, Mèxic)
- Pardosa orcchaensis Gajbe, 2004 (Índia)
- Pardosa orthodox Chamberlin, 1924 (EUA, Mèxic)
- Pardosa ourayensis Gertsch, 1933 (EUA)
- Pardosa ovambica Roewer, 1959 (Namíbia)
- Pardosa pacata Fox, 1937 (Hong Kong)
- Pardosa pahalanga Barrion & Litsinger, 1995 (Filipines)
- Pardosa paleata Alderweireldt & Jocqu?, 1992 (Líbia)
- Pardosa palliclava (Strand, 1907) (Sri Lanka)
- Pardosa paludicola (Clerck, 1757) (Paleàrtic)
- Pardosa palustris (Linnaeus, 1758) (Holàrtic)
  - Pardosa palustris islandica (Strand, 1906) (Iceland)
- Pardosa papilionaca Chen & Song, 2003 (Xina)
- Pardosa paracolchica Zyuzin & Logunov, 2000 (Rússia, Azerbaijan)
- Pardosa paralapponica Schenkel, 1963 (Mongòlia, Xina)
- Pardosa paramushirensis (Nakatsudi, 1937) (Kurile, Japó)
- Pardosa paratesquorum Schenkel, 1963 (Rússia, Mongòlia, Xina)
- Pardosa partita Simon, 1885 (Índia)
- Pardosa parvula Banks, 1904 (EUA)
- Pardosa passibilis (O. P.-Cambridge, 1885) (Kirguizstan)
- Pardosa patapatensis Barrion & Litsinger, 1995 (Filipines)
- Pardosa pauxilla Montgomery, 1904 (EUA)
- Pardosa pertinax von Helversen, 2000 (Grècia)
- Pardosa petrunkevitchi Gertsch, 1934 (Mèxic)
- Pardosa pexa Hickman, 1944 (Sud d'Austràlia)
- Pardosa pinangensis (Thorell, 1890) (Malàisia, Sumatra)
- Pardosa pirkuliensis Zyuzin & Logunov, 2000 (Azerbaijan)
- Pardosa plagula F. O. P.-Cambridge, 1902 (Mèxic)
- Pardosa plumipedata (Roewer, 1951) (Argentina)
- Pardosa plumipes (Thorell, 1875) (Paleàrtic)
- Pardosa podhorskii (Kulczyn'ski, 1907) (Canadà, Alaska, Rússia)
- Pardosa poecila (Herman, 1879) (Hongria)
- Pardosa pontica (Thorell, 1875) (Europa Oriental fins a l'Àsia central)
- Pardosa porpaensis Gajbe, 2004 (Índia)
- Pardosa portoricensis Banks, 1902 (Puerto Rico, Illes Verges, Antigua)
- Pardosa potamophila Lawrence, 1927 (Namíbia)
- Pardosa praepes Simon, 1886 (Senegal)
- Pardosa prativaga (L. Koch, 1870) (Europa, Rússia)
  - Pardosa prativaga scoparia Simon, 1937 (França)
- Pardosa procurva Yu & Song, 1988 (Xina, Taiwan)
- Pardosa profuga (Herman, 1879) (Hongria)
- Pardosa prolifica F. O. P.-Cambridge, 1902 (Mèxic fins a Panamà)
- Pardosa prosaica Chamberlin & Ivie, 1947 (Rússia, Alaska, Canadà)
- Pardosa proxima (C. L. Koch, 1847) (Paleàrtic, Illes Canàries, Açores)
  - Pardosa proxima annulatoides (Strand, 1915) (Israel)
  - Pardosa proxima antoni (Strand, 1915) (Israel)
  - Pardosa proxima poetica Simon, 1876 (Portugal, Espanya, França)
- Pardosa psammodes (Thorell, 1887) (Myanmar)
- Pardosa pseudoannulata (B?senberg & Strand, 1906) (Pakistan fins al Japó, Filipines, Java)
- Pardosa pseudokaragonis (Strand, 1913) (Central Àfrica)
- Pardosa pseudolapponica Marusik, 1995 (Kazakhstan)
- Pardosa pseudostrigillata Tongiorgi, 1966 (Àustria, Itàlia, Eslovènia)
- Pardosa pseudotorrentum Miller & Buchar, 1972 (Afganistan)
- Pardosa pullata (Clerck, 1757) (Europa, Rússia, Àsia central)
  - Pardosa pullata jugorum Simon, 1937 (França)
- Pardosa pumilio Roewer, 1959 (Etiòpia)
- Pardosa pusiola (Thorell, 1891) (Índia fins a la Xina i Java)
- Pardosa qingzangensis Hu, 2001 (Xina)
- Pardosa qinhaiensis Yin i cols., 1995 (Xina)
- Pardosa qionghuai Yin i cols., 1995 (Xina)
- Pardosa rabulana (Thorell, 1890) (Malàisia, Sumatra, Java)
- Pardosa rainieriana Lowrie & Dondale, 1981 (EUA, Canadà)
- Pardosa ramulosa (McCook, 1894) (EUA, Mèxic)
- Pardosa ranjani Gajbe, 2004 (Índia)
- Pardosa rara (Keyserling, 1891) (Brasil)
- Pardosa rascheri (Dahl, 1908) (Illes Bismarck)
- Pardosa rhenockensis (Tikader, 1970) (Índia)
- Pardosa rhombisepta Roewer, 1960 (Afganistan)
- Pardosa riparia (C. L. Koch, 1833) (Paleàrtic)
- Pardosa riveti Berland, 1913 (Ecuador)
- Pardosa roeweri Schenkel, 1963 (Xina)
- Pardosa royi Biswas & Raychaudhuri, 2003 (Bangladesh)
- Pardosa ruanda (Strand, 1913) (Ruanda)
- Pardosa rudis Yin i cols., 1995 (Xina)
- Pardosa rugegensis (Strand, 1913) (Central Àfrica)
- Pardosa sagei Gertsch & Wallace, 1937 (Panamà)
- Pardosa saltans Töpfer-Hofmann, 2000 (Europa)
- Pardosa saltonia Dondale & Redner, 1984 (EUA, Mèxic)
- Pardosa saltuaria (L. Koch, 1870) (Europa central fins a Kazakhstan)
- Pardosa saltuarides (Strand, 1908) (Etiòpia)
- Pardosa sangzhiensis Yin i cols., 1995 (Xina)
- Pardosa sanmenensis Yu & Song, 1988 (Xina)
- Pardosa santamaria Barrion & Litsinger, 1995 (Filipines)
- Pardosa saturatior Simon, 1937 (Europa central)
- Pardosa saxatilis (Hentz, 1844) (EUA, Canadà)
- Pardosa schenkeli Lessert, 1904 (Paleàrtic)
- Pardosa schreineri Purcell, 1903 (Sud-àfrica)
- Pardosa schubotzi (Strand, 1913) (Àfrica Central i Oriental)
- Pardosa selengensis (Odenwall, 1901) (Rússia, Mongòlia)
- Pardosa semicana Simon, 1885 (Sri Lanka, Malàisia, Xina)
- Pardosa septentrionalis (Oestring, 1861) (Northern Paleàrtic)
- Pardosa serena (L. Koch, 1875) (Egipte)
- Pardosa serrata (L. Koch, 1877) (Oest d'Austràlia fins a Nova Gal·les del Sud)
- Pardosa shuangjiangensis Yin i cols., 1997 (Xina)
- Pardosa shugangensis Yin, Bao & Peng, 1997 (Xina)
- Pardosa shyamae (Tikader, 1970) (Índia, Bangladesh, Xina)
- Pardosa sibiniformis Tang, Urita & Song, 1995 (Xina)
- Pardosa sichuanensis Yu & Song, 1991 (Xina)
- Pardosa sierra Banks, 1898 (EUA, Mèxic)
- Pardosa silvarum Hu, 2001 (Xina)
- Pardosa sinensis Yin i cols., 1995 (Xina)
- Pardosa sinistra (Thorell, 1877) (EUA, Canadà)
- Pardosa soccata Yu & Song, 1988 (Xina)
- Pardosa socorroensis Jim?nez, 1991 (Mèxic)
- Pardosa sodalis Holm, 1970 (Canadà, Alaska, Rússia)
- Pardosa songosa Tikader & Malhotra, 1976 (Índia, Bangladesh, Xina)
- Pardosa sordidata (Thorell, 1875) (Paleàrtic)
- Pardosa sordidecolorata (Strand, 1906) (Etiòpia)
- Pardosa sowerbyi Hogg, 1912 (Xina)
- Pardosa sphagnicola (Dahl, 1908) (Europa, Rússia)
- Pardosa stellata (O. P.-Cambridge, 1885) (Àsia central)
- Pardosa sternalis (Thorell, 1877) (Amèrica del Nord)
- Pardosa steva Lowrie & Gertsch, 1955 (Amèrica del Nord)
- Pardosa straeleni Roewer, 1959 (Congo)
- Pardosa strandembriki Caporiacco, 1949 (Etiòpia)
- Pardosa strena Yu & Song, 1988 (Xina)
- Pardosa strigata Yu & Song, 1988 (Xina)
- Pardosa strix (Holmberg, 1876) (Argentina)
- Pardosa subalpina Schenkel, 1918 (Suïssa)
- Pardosa subanchoroides Wang & Song, 1993 (Xina)
- Pardosa subhadrae Patel & Reddy, 1993 (Índia)
- Pardosa subproximella (Strand, 1906) (Etiòpia)
- Pardosa subsordidatula (Strand, 1915) (Israel)
- Pardosa suchismitae Majumder, 2004 (Índia)
- Pardosa sumatrana (Thorell, 1890) (Índia, Xina fins a les Filipines, Sulawesi)
- Pardosa sutherlandi (Gravely, 1924) (Índia, Nepal)
- Pardosa suwai Tanaka, 1985 (Rússia, Xina, Japó)
- Pardosa taczanowskii (Thorell, 1875) (Poland)
- Pardosa takahashii (Saito, 1936) (Xina, Taiwan, Japó, Okinawa)
- Pardosa tangana Roewer, 1959 (Tanzània)
- Pardosa tappaensis Gajbe, 2004 (Índia)
- Pardosa tasevi Buchar, 1968 (Europa Oriental, Rússia, Azerbaijan)
- Pardosa tatarica (Thorell, 1875) (Paleàrtic)
  - Pardosa tatarica ligurica Simon, 1937 (Itàlia)
  - Pardosa tatarica saturiator Caporiacco, 1948 (Grècia)
- Pardosa tenasserimensis (Thorell, 1895) (Myanmar, Sumatra, Java)
- Pardosa tenera Thorell, 1899 (Camerun)
- Pardosa tenuipes L. Koch, 1882 (Illes Balears)
- Pardosa tesquorum (Odenwall, 1901) (Rússia, Mongòlia, Xina, EUA, Canadà, Alaska)
- Pardosa tesquorumoides Song & Yu, 1990 (Xina)
- Pardosa tetonensis Gertsch, 1933 (EUA)
- Pardosa thalassia (Thorell, 1891) (Illes Nicobar)
- Pardosa thompsoni Alderweireldt & Jocqu?, 1992 (Àfrica Oriental)
- Pardosa thorelli (Collett, 1876) (Noruega)
- Pardosa tikaderi Arora & Monga, 1994 (Índia)
- Pardosa timidula (Roewer, 1951) (Iemen, Sri Lanka, Pakistan)
- Pardosa torrentum Simon, 1876 (Europa, Geòrgia)
  - Pardosa torrentum integra Denis, 1950 (França)
- Pardosa trailli (O. P.-Cambridge, 1873) (Bretanya, Escandinàvia)
- Pardosa tricuspidata Tullgren, 1905 (Argentina)
- Pardosa tridentis Caporiacco, 1935 (Índia, Nepal, Kashmir)
- Pardosa trifoveata (Strand, 1907) (Xina)
- Pardosa tristicella (Roewer, 1951) (Colòmbia)
- Pardosa tristiculella (Roewer, 1951) (Myanmar)
- Pardosa tristis (Thorell, 1877) (EUA, Canadà)
- Pardosa troitskensis Esyunin, 1996 (Rússia)
- Pardosa tschekiangiensis Schenkel, 1963 (Xina)
- Pardosa tumida Barnes, 1959 (Mèxic)
- Pardosa tuoba Chamberlin, 1919 (EUA)
- Pardosa turkestanica (Roewer, 1951) (Rússia, Àsia central)
- Pardosa tyshchenkoi Zyuzin & Marusik, 1989 (Rússia)
- Pardosa uiensis Esyunin, 1996 (Rússia)
- Pardosa uintana Gertsch, 1933 (EUA, Canadà, Alaska)
- Pardosa umtalica Purcell, 1903 (Àfrica Meridional)
- Pardosa uncata (Thorell, 1877) (EUA)
- Pardosa uncifera Schenkel, 1963 (Rússia, Xina, Corea)
- Pardosa unguifera F. O. P.-Cambridge, 1902 (Mèxic, Guatemala)
- Pardosa upembensis (Roewer, 1959) (Congo)
- Pardosa utahensis Chamberlin, 1919 (EUA)
- Pardosa vadosa Barnes, 1959 (EUA, Mèxic)
- Pardosa vagula (Thorell, 1890) (Sumatra, Illes Mentawai, Simeulue, Java)
- Pardosa valens Barnes, 1959 (EUA, Mèxic)
- Pardosa valida Banks, 1893 (Sierra Leone, Congo)
- Pardosa vancouveri Emerton, 1917 (EUA, Canadà)
- Pardosa vatovae Caporiacco, 1940 (Etiòpia)
- Pardosa verticillifer (Strand, 1906) (Etiòpia)
- Pardosa vindex (O. P.-Cambridge, 1885) (Yarkand)
- Pardosa vindicata (O. P.-Cambridge, 1885) (Yarkand, Karakorum)
- Pardosa vinsoni (Roewer, 1951) (Madagascar)
- Pardosa virgata Kulczyn'ski, 1901 (Mongòlia)
- Pardosa vittata (Keyserling, 1863) (Europa fins a Geòrgia)
- Pardosa vlijmi den Hollander & Dijkstra, 1974 (França)
- Pardosa vogelae Kronestedt, 1993 (EUA)
- Pardosa v-signata Soares & Camargo, 1948 (Brasil)
- Pardosa vulvitecta Schenkel, 1936 (Xina)
- Pardosa wagleri (Hahn, 1822) (Paleàrtic)
  - Pardosa wagleri atra (Giebel, 1869) (Europa)
- Pardosa warayensis Barrion & Litsinger, 1995 (Filipines)
- Pardosa wasatchensis Gertsch, 1933 (EUA)
- Pardosa wuyiensis Yu & Song, 1988 (Xina)
- Pardosa wyuta Gertsch, 1934 (EUA, Canadà)
- Pardosa xerampelina (Keyserling, 1877) (EUA, Canadà, Alaska)
- Pardosa xerophila Vogel, 1964 (EUA, Mèxic)
- Pardosa xinjiangensis Hu & Wu, 1989 (Xina)
- Pardosa yadongensis Hu & Li, 1987 (Xina)
- Pardosa yaginumai Tanaka, 1977 (Japó)
- Pardosa yamanoi Tanaka & Suwa, 1986 (Japó)
- Pardosa yavapa Chamberlin, 1925 (EUA)
- Pardosa zhangi Song & Haupt, 1995 (Xina)
- Pardosa zhanjiangensis Yin i cols., 1995 (Xina)
- Pardosa zhui Yu & Song, 1988 (Xina)
- Pardosa zionis Chamberlin & Ivie, 1942 (EUA, Mèxic)
- Pardosa zorimorpha (Strand, 1907) (Madagascar)
- Pardosa zuojiani Song & Haupt, 1995 (Xina)

### Pardosella
Pardosella Caporiacco, 1939
- Pardosella corondaensis (Mello-Leitão, 1941) (Argentina)
- Pardosella delesserti Caporiacco, 1939 (Etiòpia)
- Pardosella maculata Caporiacco, 1941 (Etiòpia)
- Pardosella massaiensis Roewer, 1959 (Tanzània)
- Pardosella tabora Roewer, 1959 (Tanzània)
- Pardosella zavattarii Caporiacco, 1939 (Etiòpia)

### Passiena
Passiena Thorell, 1890
- Passiena albipalpis Roewer, 1959 (Camerun)
- Passiena auberti (Simon, 1898) (Sud-àfrica)
- Passiena spinicrus Thorell, 1890 (Malàisia, Borneo)
- Passiena torbjoerni Lehtinen, 2005 (Tailàndia)

### Pavocosa
Pavocosa Roewer, 1960
- Pavocosa feisica (Strand, 1915) (Illes Carolines)
- Pavocosa gallopavo (Mello-Leitão, 1941) (Argentina)
- Pavocosa herteli (Mello-Leitão, 1947) (Brasil)
- Pavocosa langei (Mello-Leitão, 1947) (Brasil)
- Pavocosa siamensis (Giebel, 1863) (Tailàndia)

### Phonophilus
Phonophilus Ehrenberg, 1831
- Phonophilus portentosus Ehrenberg, 1831 (Líbia)

### Pirata
Pirata Sundevall, 1833
- Pirata abalosi (Mello-Leitão, 1942) (Argentina)
- Pirata affinis Roewer, 1960 (Congo)
- Pirata Àfricana (Roewer, 1960) (Namíbia)
- Pirata alachuus Gertsch & Wallace, 1935 (EUA)
- Pirata albicomaculatus Franganillo, 1913 (Espanya)
- Pirata allapahae Gertsch, 1940 (EUA)
- Pirata apalacheus Gertsch, 1940 (EUA)
- Pirata aspirans Chamberlin, 1904 (EUA, Canadà)
- Pirata blabakensis Barrion & Litsinger, 1995 (Java)
- Pirata boreus Tanaka, 1974 (Rússia, Xina, Japó)
- Pirata brevipes (Banks, 1893) (Congo)
- Pirata browni Gertsch & Davis, 1940 (Mèxic)
- Pirata bryantae Kurata, 1944 (Canadà, Alaska)
- Pirata canadensis Dondale & Redner, 1981 (Canadà)
- Pirata cantralli Wallace & Exline, 1978 (EUA, Canadà)
- Pirata cereipes (L. Koch, 1878) (Àsia central)
- Pirata chamberlini (Lessert, 1927) (Congo, Àfrica Oriental)
- Pirata clercki (B?senberg & Strand, 1906) (Xina, Corea, Taiwan, Japó)
- Pirata coreanus Paik, 1991 (Corea)
- Pirata davisi Wallace & Exline, 1978 (EUA, Mèxic)
- Pirata denticulatus Liu, 1987 (Rússia, Xina, Taiwan)
- Pirata digitatus Tso & Chen, 2004 (Taiwan)
- Pirata fabella (Karsch, 1879) (Àfrica Central i Occidental)
- Pirata felix O. P.-Cambridge, 1898 (Mèxic)
- Pirata giganteus Gertsch, 1934 (EUA)
- Pirata haploapophysis Chai, 1987 (Xina)
- Pirata hiroshii Tanaka, 1986 (Japó)
- Pirata hiteorum Wallace & Exline, 1978 (EUA)
- Pirata hokkaidensis Tanaka, 2003 (Japó)
- Pirata hurkai Buchar, 1966 (Rússia, Geòrgia)
- Pirata hygrophilus Thorell, 1872 (Paleàrtic)
- Pirata indigenus Wallace & Exline, 1978 (EUA)
- Pirata insularis Emerton, 1885 (Holàrtic)
- Pirata iriomotensis Tanaka, 1989 (Illes Ryukyu)
- Pirata iviei Wallace & Exline, 1978 (EUA)
- Pirata knorri (Scopoli, 1763) (Paleàrtic)
- Pirata latitans (Blackwall, 1841) (Europa fins a Azerbaijan)
- Pirata longjiangensis Yan i cols., 1997 (Xina)
- Pirata luzonensis Barrion & Litsinger, 1995 (Filipines)
- Pirata mayaca Gertsch, 1940 (EUA, Bahames, Cuba)
- Pirata meridionalis Tanaka, 1974 (Xina, Corea, Japó)
- Pirata minutus Emerton, 1885 (Amèrica del Nord)
- Pirata molensis (Strand, 1908) (Etiòpia)
- Pirata montanoides Banks, 1892 (EUA)
- Pirata montanus Emerton, 1885 (EUA, Canadà, Rússia)
- Pirata montigena Liu, 1987 (Xina)
- Pirata mossambicus (Roewer, 1960) (Mozambique)
- Pirata nanatus Gertsch, 1940 (EUA)
- Pirata niokolona Roewer, 1961 (Senegal)
- Pirata pagicola Chamberlin, 1925 (Mèxic fins a Panamà)
- Pirata pallipes (Blackwall, 1857) (Algèria)
- Pirata piratellus (Strand, 1907) (Japó)
- Pirata piraticus (Clerck, 1757) (Holàrtic)
- Pirata piratimorphus (Strand, 1908) (EUA)
- Pirata piratoides (B?senberg & Strand, 1906) (Xina, Corea, Japó)
- Pirata piscatorius (Clerck, 1757) (Paleàrtic)
- Pirata praedo Kulczyn'ski, 1885 (Rússia)
- Pirata procurvus (B?senberg & Strand, 1906) (Xina, Corea, Japó)
- Pirata proximus O. P.-Cambridge, 1876 (Egipte)
- Pirata rubicundicoloratus (Strand, 1906) (Algèria)
- Pirata sagitta (Mello-Leitão, 1941) (Argentina)
- Pirata sedentarius Montgomery, 1904 (Amèrica del Nord, Grans Antilles)
- Pirata seminolus Gertsch & Wallace, 1935 (EUA)
- Pirata serrulatus Song & Wang, 1984 (Rússia, Xina)
- Pirata shibatai Tanaka, 1995 (Japó)
- Pirata simplex (L. Koch, 1882) (Mallorca)
- Pirata soukupi (Mello-Leitão, 1942) (Perú)
- Pirata spatulatus Chai, 1985 (Xina)
- Pirata spiniger (Simon, 1898) (EUA)
- Pirata subannulipes (Strand, 1906) (Etiòpia)
- Pirata subniger Franganillo, 1913 (Espanya)
- Pirata subpiraticus (B?senberg & Strand, 1906) (Xina, Corea, Japó)
- Pirata suwaneus Gertsch, 1940 (EUA, Bahames)
- Pirata sylvanus Chamberlin & Ivie, 1944 (EUA)
- Pirata tanakai Brignoli, 1983 (Corea, Japó)
- Pirata taurirtensis (Schenkel, 1937) (Marroc)
- Pirata tenuisetaceus Chai, 1987 (Xina)
- Pirata tenuitarsis Simon, 1876 (Europa fins a l'Àsia central)
- Pirata timidus (Lucas, 1846) (Algèria)
- Pirata trepidus Roewer, 1960 (Namíbia)
- Pirata triens Wallace & Exline, 1978 (EUA)
- Pirata turrialbicus Wallace & Exline, 1978 (Costa Rica, Panamà, Cuba)
- Pirata uliginosus (Thorell, 1856) (Europa, Rússia)
- Pirata velox Keyserling, 1891 (Brasil)
- Pirata veracruzae Gertsch & Davis, 1940 (Mèxic)
- Pirata welakae Wallace & Exline, 1978 (EUA)
- Pirata werneri (Roewer, 1960) (Marroc)
- Pirata yaginumai Tanaka, 1974 (Rússia, Xina, Corea, Japó)
- Pirata yesoensis Tanaka, 1985 (Japó)
- Pirata zavattarii (Caporiacco, 1941) (Etiòpia)
- Pirata zelotes Wallace & Exline, 1978 (EUA, Canadà)

### Piratosa
Piratosa Roewer, 1960
- Piratosa bicoloripes Roewer, 1960 (Rwanda)
- Piratosa dybowskii (Kulczyn'ski, 1885) (Rússia)
- Piratosa lawrencei Roewer, 1960 (Sud-àfrica)

### Proevippa
Proevippa Purcell, 1903
- Proevippa albiventris (Simon, 1898) (Namíbia, Sud-àfrica)
- Proevippa biampliata (Purcell, 1903) (Sud-àfrica)
- Proevippa bruneipes (Purcell, 1903) (Sud-àfrica)
- Proevippa dregei (Purcell, 1903) (Sud-àfrica)
- Proevippa eberlanzi (Roewer, 1959) (Namíbia)
- Proevippa fascicularis (Purcell, 1903) (Sud-àfrica)
- Proevippa hirsuta (Russell-Smith, 1981) (Sud-àfrica)
- Proevippa lightfooti Purcell, 1903 (Sud-àfrica)
- Proevippa schreineri (Purcell, 1903) (Sud-àfrica)
- Proevippa unicolor (Roewer, 1960) (Congo)
- Proevippa wanlessi (Russell-Smith, 1981) (Sud-àfrica)

### Prolycosides
Prolycosides Mello-Leitão, 1942
- Prolycosides amblygyna (Mello-Leitão, 1942) (Argentina)

### Pseudevippa
Pseudevippa Simon, 1910
- Pseudevippa cana Simon, 1910 (Namíbia)

### Pterartoria
Pterartoria Purcell, 1903
- Pterartoria arbuscula (Purcell, 1903) (Sud-àfrica)
- Pterartoria fissivittata Purcell, 1903 (Sud-àfrica)
- Pterartoria flavolimbata Purcell, 1903 (Sud-àfrica)
- Pterartoria masarangi (Merian, 1911) (Sulawesi)
- Pterartoria polysticta Purcell, 1903 (Sud-àfrica)

### Pterartoriola
Pterartoriola Roewer, 1959
- Pterartoriola caldaria (Purcell, 1903) (Sud-àfrica)
- Pterartoriola lativittata (Purcell, 1903) (Sud-àfrica)
- Pterartoriola lompobattangi (Merian, 1911) (Sulawesi)
- Pterartoriola sagae (Purcell, 1903) (Sud-àfrica)
- Pterartoriola subcrucifera (Purcell, 1903) (Sud-àfrica)

### Pyrenecosa
Pyrenecosa Marusik, Azarkina & Koponen, 2004
- Pyrenecosa pyrenaea (Simon, 1876) (França)
- Pyrenecosa rupicola (Dufour, 1821) (Espanya, França, Suïssa)
- Pyrenecosa spinosa (Denis, 1938) (Andorra)